# Siłaczki
Siłaczki – fabularyzowany film dokumentalny w reżyserii Marty Dzido i Piotra Śliwowskiego z 2018 roku.
Uroczysta premiera filmu odbyła się 28 listopada 2018 w Kinie Muranów w Warszawie w setną rocznicę podpisania dekretu o prawach wyborczych „bez różnicy płci”.

## Opis filmu
Siłaczki to historyczny, fabularyzowany film dokumentalny, opowiadający historię pierwszych polskich emancypantek, których wysiłek, upór i konsekwencja doprowadziły do podpisania przez Józefa Piłsudskiego dekretu o prawach wyborczych kobiet 28 listopada 1918 roku. Pokazuje ich niełatwą walkę o dostęp do edukacji i pracy zarobkowej, zaangażowanie w odzyskanie niepodległości i niezłomność w szerzeniu idei wolnościowych i emancypacyjnych. Podkreśla fakt, że Polska była jednym z pierwszych państw na świecie, w którym kobiety uzyskały pełnię praw wyborczych.

## Obsada
- Maria Seweryn jako Maria Dulębianka
- Klara Bielawka jako Paulina Kuczalska-Reinschmidt
- Marta Ojrzyńska jako Justyna Budzińska-Tylicka
- Katarzyna Wala  jako  Zofia Tułodziecka
- Małgorzata Dembińska jako Aniela Tułodziecka
- Lana Dadu jako Zofia Daszyńska-Golińska
- Marta Kondraciuk jako Kazimiera Bujwidowa
- Anna Prus jako Zofia Nałkowska
- Alina Czyżewska jako Narcyza Żmichowska
- Daria Bazydło-Egier (głos: Katarzyna Nowak) jako Cecylia Walewska
- Agata Zaforemska jako Maria Turzyma
- Barbara Bielawska jako Maria Siedlecka
- Wiesława Walkowska jako Maria Wysłouchowa
- Iwona Kamińska-Lech jako Izabela Moszczeńska-Rzepecka
- Małgorzata Błaszczyk jako Romana Pachucka
- Ewelina Majka jako Józefa Bojanowska
- Małgorzata Szymaniak jako Julia Dickstein-Wieleżyńska
- Aleksandra Piłat jako Maria Gerżabkowa
- Jakub Baran jako Ignacy Daszyński
- Jan Bińczyckii jako Odo Bujwid
- Franciszek Muła jako Ludwik Rydygier
- Jacek Graff jako Rektor
- Wojciech Gałziński jako Profesor
- Weronika Śmigielska jako Maria Skłodowska
- Weronika Śliwowska jako Janina Kosmowska
- Melania Baranowska jako Jadwiga Sikorska
- Marta Piotrowska jako Stanisława Dowgiałło
- Małgorzata Tkacz-Janik jako Janina Omańkowska
- Monika Roszko i Blanka Zawada jako Maria Konopnicka
- Ewa Piaskowska jako Helena Stęślicka
- Zuzanna Janin jako Natalia Rosińska-Egiersdorff

## Głos ekspercki w filmie
dr Małgorzata Tkacz–Janik, dr Aneta Górnicka-Boratyńska, Ewa Furgał, Natalia Sarata, dr Sylwia Chutnik, dr Dobrochna Kałwa, Jarosław Urbański, dr Maciej Duda, Elżbieta Kamińska, Dorota Tułodziecka-Adams; konsultacja historyczna: prof. dr hab. Andrzej Szwarc.

## Produkcja
Zdjęcia do filmu kręcone były w roku 2018 m.in. w Warszawie: w Muzeum Łazienki Królewskie, w Domu Literatury w Warszawie, Nowy Świat Muzyki, w Wołominie w Muzeum im. Zofii i Wacława Nałkowskich, w Poznaniu w Teatr Polski w Poznaniu, Muzeum Literackie Henryka Sienkiewicza, ogrodach Zamku w Poznaniu, na Plac Wolności, w Krakowie w kawiarni Bunkier Sztuki, w Collegium Maius, Collegium Novum Uniwersytet Jagielloński, dawna Cygar Fabryka przy ul. Dolnych Młynów., Rynek Główny w Krakowie.  
W filmie w role sufrażystek (oprócz profesjonalnych aktorek) wcieliły się współczesne aktywistki związane m.in. ze Strajkiem Kobiet, Kongresem Kobiet, Manifą, Bloomerkami a także artystki m.in. Iwona Demko, Zuzanna Janin, Monika Drożyńska.   
Film powstał z inicjatywy twórców: Marty Dzido i Piotra Śliwowskiego w koprodukcji z Domem Spotkań z Historią, Krakowskim Biurem Festiwalowym, we współpracy z Fundacją im. Heinricha Bolla, przy wsparciu Uczestników aukcji crowdfundingowej na portalu PolakPotrafi, partnerem produkcji filmu było Miasto Poznań, realizację dofinansowano ze środków Muzeum Historii Polski w programie Patriotyzm jutra, mecenat: Fundacja na rzecz Równości Soroptimist International Polska.  
Produkcja: Fundacja Obiektyw-Na, Scenariusz: Marta Dzido. Reżyseria, montaż: Marta Dzido, Piotr Śliwowski. Autor zdjęć: Michał Wiśniowski. Współpraca operatorska: Szymon Jan Sinoff.

## Odbiór
W pierwszy rok od premiery film został pokazany na ponad stu pokazach specjalnych w Polsce m.in. w Krakowie, Poznaniu, Wrocławiu, Pile, Żorach, Gryfinie, Szczecinie, Lublinie, Olsztynie, Gliwicach, Łodzi, Zielonej Górze, Murowanej Goślinie, Czarnkowie i za granicą: w Berlinie, Wilnie, Uppsali, Nowym Jorku, Seulu, Los Angeles, Pradze, Darmstadt, Chemnitz, Sztokholmie  oraz na festiwalach: Dolnośląski Festiwal Kina Kobiet, LBGT Film Festival, New York Polish Film Festival, Seoul Women International Film Festival, Los Angeles Polish Film Festival, Festiwal Filmowy OFFeliada, Bardzo fajný festival. W większości były to projekcje, którym towarzyszyły dyskusje z udziałem twórców.
O filmie  Dorota Warakomska pisała w Wysokich Obcasach: "dzięki filmowi Siłaczki polskie sufrażystki stają się bliskie i realne", Agnieszka Wiśniewska w „Krytyce Politycznej”: „jest w „Siłaczkach” Marty Dzido i Piotra Śliwowskiego coś wzruszającego i wkurwiającego jednocześnie”, Dominika Buczak w Vogue: „Siostry, do kin! Czas docenić nasze prababki.”
Za realizację filmu Marta Dzido znalazła się w gronie 50 śmiałych kobiet 2018 według „Wysokich Obcasów”.
W roku 2020 Wysokie Obcasy umieściły film wśród siedmiu filmów i seriali dla początkującej feministki obok takich produkcji jak Opowieść podręcznej czy Sufrażystka
Film można oglądać na platformie VOD Doc Alliance Films